# 1612 Hirose
Az 1612 Hirose (ideiglenes jelöléssel 1950 BJ) a Naprendszer kisbolygóövében található aszteroida. Karl Wilhelm Reinmuth fedezte fel 1950. január 23-án, Heidelbergben.